# شمر (قبيلة)
شـمّـر قبيلة عربية أصلها من حائل في نجد. تنتشر القبيلة أيضاً في عدة أقطار مثل العراق والكويت وسوريا والأردن اليمن وقطر والإمارات، إضافة إلى أقطار أخرى.
تكونت قبيلة شمر من تكتل أفخاذها قبل خمسة قرون وهي: قبائل زوبع (سنجارة) والأسلم وعبدة من طيء، تنحدر القبيلة من طيء التي كانت تسكن في حائل، أما قبيلة طيء الموجودة في العراق وسوريا فهي قبيلة مستقلة عن شمر والرابط هو النسب فقط.

## نسب قبيلة شمر
اختلف في سرد نسب شمر على قولين هما:
- شمر بن عبد بن جذيمة بن زهير بن ثعلبة بن سلامان بن ثعل بن عمرو بن الغوث بن طيء، وهو قول ابن الكلبي وابن ماكولا.[10][11]
- شمر بن عبد جذيمة بن ثعلبة بن سلامان بن ثعل بن عمرو بن الغوث بن طيء، وهو قول ابن الأثير.[12][13]

قال الزركلي: «شمر بن عبد بن جذيمة بن ثعلبة بن سلامان، من طيئ: جد جاهلي. ينسب إليه الشمريون، وهم اليوم بطون كثيرة في البلاد العربية السعودية، تجتمع في ثلاث قبائل: سنجارة، وأسلم، وعبدة». ويروى أن الملك امرؤ القيس الكندي نزل فيهم في الجاهلية، وقال:

## أقسام قبيلة شمر وحكم الجبل
وتقسم قبيلة شمر إلى ثلاثة أقسام كبيرة متمثلة في عبدة والأسلم وزوبع. ولم تعرف شمر كقبيلة مستقلة عن طيء إلا في القرن السابع الهجري وذلك في حادثة قلبت الموازين في نجد كلها؛ حيث نشبت حرب بين قبائل شمر الثلاث (عبدة والأسلم وزوبع) وبين أمير يدعى بهيج بن ذبيان الزبيدي الذي كان مسيطراً على المنطقة وقبائلها وكانت عاصمته عقدة واستطاعت قبائل شمر الإطاحة بالحاكم بهيج وطرده من ملكه. ورحل بهيج ومن معه من طيء إلى الجزيرة بالعراق، وبعد أن وصل هناك توفي بهيج، وسبب الوفاة طعنة خلال هجوم شمر عليه. وبعد وفاته أرادت القبيلة الانتقام لموته فرجعت إلى جبل طيء، وكانت جعفر في ذلك الوقت في نخيلهم في البقعاء، وعندما أخذوا محصولهم من التمر واتجهوا إلى بلدتهم حائل في عدة قوافل، فكمنت لهم جماعة بهيج عند الخاصرة بين البقعاء وحائل، ودار القتال بين الطرفين وقتل من الجعفر تسعين قتيلا، فبقي أبناء القتلى في رعاية أبناء عمهم من الجعفر الذين لم يحضروا المعركة، وسموا بعدها باليتمان. ومع ذلك فإن تلك القوى المنتصرة لم تؤسس حكما حضريا وبقيت المجموعات المنتصرة تحكم بشكل قبائل بدو، وكل شيخ يحكم فرع عشيرته ولا يتعدى الشيخ حدود منطقته.
على الرغم من هجرة قبائل كثيرة متفرعة من طيء إلى العراق والشام ومصر فقد ظلت قبيلة (شمر) كممثلة للقبيلة (طيء) واستقلت بتسميتها وبقيت عشائر (شمر) في المنطقة رغم هجرة أجزاء كبيرة منها إلى العراق والشام وإفريقيا. حيث نجد كل عشيرة من عشائر شمر قد انقسمت إلى قسمين: قسم هاجر وقسم بقي في المنطقة حتى اليوم.

## إمارة جبل شمر
في عام 905هـ وصل لرئاسة عشيرة عبدة الأمير علي الكبير بن عطية آل جعفر والذي استطاع تأسيس أول حكم مركزي حضري في مدينة حائل وعلى الرغم من عظمة إنجازه، إلا أن سلطته لم تكن على كامل جبل شمر بل بقيت في إطار محدود، وحافظ بقية شيوخ القبائل من شمر على قوتهم وسلطتهم في قبائلهم واستمر الحال إلى أن استقر الأمر لـآل علي بوصول الأمير محمد بن عيسى آل علي الذي لقب بـ ((الأشمل)) لشمول سلطته كامل جبل شمر وشمال نجد بل وتبلورت في عهده هذه الإمارة التي أصبحت مرهوبة الجانب ويحسب لها ألف حساب وتعتبر الإمارة الأقدم في نجد ولم يستدل لوجود إمارة قبل هذه الإمارة وهذا بحسب الروايات المتواترة والمحفوظة في صدور رواة القبائل ومؤرخيها.

### انضمام آل علي إلى آل سعود
بعد انتشار دعوة الشيخ محمد بن عبد الوهاب والتي كانت مدعومة من قبل الدولة السعودية الأولى، انضمت حائل بعهد الأمير محمد بن عبد المحسن آل علي، تحت راية الحكم السعودي في الدرعية وسمي الأمير محمد بن عبد المحسن آل علي أمير المسلمين بعد الانضمام إلى السعوديين، وبقي هذا الوضع طيلة فترة حكم محمد بن عبد المحسن وبسبب هذا اغتيل على يد الأتراك في مقصورة الداحس وسط حائل وقد دفن جثمانه في مقبرة الزبارة في حائل أما رأسه فقد أرسل إلى مقر السلطنة العثمانية في إسطنبول بتركيا، وقد كتب على نصب قبره (محمد بن علي أمير المسلمين وأسكنه دار السلم والسلام)

### سلالة آل الرشيد
بعد اغتيال الأمير محمد بن عبد المحسن آل علي جلس على عرش الإمارة شقيقه الأمير صالح بن عبد المحسن في عام 1818 م ولكن في عام 1820 م تولى عبد الله العلي الرشيد إنشاء ما يمكن تسميته بـ المعارضة، لحكم آل علي في حائل، فقام حاكم حائل آنذاك صالح بن عبد المحسن آل علي بنفيه إلى العراق على الفور. وبعد فترة من سقوط الدولة السعودية الأولى، عاد آل سعود بتأسيس الدولة السعودية الثانية وكانت الدولة السعودية الثانية ضعيفة كثرت فيها الخيانات، وصادف أن كان الإمام فيصل بن تركي وعبد الله بن رشيد خارجين من الرياض وذاهبين بغزوة للقطيف عندما قدم شخص يخبر الإمام (فيصل) بمقتل والده الإمام (تركي بن سعود) فهم الإمام فيصل بإخبار أصحابه لكن الأمير عبد الله آل رشيد نصحه بعدم أخبارهم قائلاً له (أن بعض ربعك فواده) أي يبحثون عن الفائدة وليس لديهم مانع بقتلك. واقترح عليه أن يختار عددا من الأشخاص ممن يثق بهم ويذهبون سراً للرياض لقتل (مشاري) قاتل الإمام تركي وتم بالفعل ذهاب المجموعة وكان عبد الله آل رشيد جنباً لجنب مع الإمام فيصل وفي عملية شجاعة قامت المجموعة بدخول القصر بل وقتل مشاري آل سعود وذلك في الحادي عشر من شهر صفر 1250هـ/18 يونيو 1834م .

### استرداد إمارة آل علي
استطاع الأمير عيسى بن عبيد الله آل علي استرداد إمارة جبل شمر وإخراج عبد الله بن رشيد منها في عام 1837 م، ولكن ما لبث عبد الله بن رشيد بعد بضعة أشهر أن استرد إمارة جبل شمر وفرضت على عيسى الإقامة الجبرية في القصيم، وكان آخر مناضل لاسترداد حكم آل علي وبهذا انتهى عهد آل علي ليبدأ عهد آل رشيد في حكم إمارة جبل شمر.

### سقوط حائل
تولى الأمير محمد الحكم في حائل مطلع عام 1921، بعد لجوء الأمير عبد الله المتعب الرشيد (الحاكم الحادي عشر) إلى آل سعود، وكانت فترته تنذر بنهاية إمارة آل رشيد، فـعبد العزيز آل سعود جعل هدفه احتلال حائل، فشدّد حصاره عليها وخاض الأمير محمد الطلال وأهالي حائل وقبيلة شمر عدة معارك مستميتة في سبيل الدفاع عن البلد غير أن الدعم العسكري البريطاني لقوات آل سعود قد رجّح الكفة لصالح السعوديين. فسقطت حائل في يد قوات عبد العزيز آل سعود في 29 صفر 1340هـ الموافق 2 نوفمبر 1921، وبهذا انتهت .